# Randall Faye
Pour les articles homonymes, voir Faye.
Randall Faye (né le 26 juillet 1892 à Birmingham et mort le 5 décembre 1948 dans le comté d'Orange) est un réalisateur et scénariste britannique.

## Filmographie

### Comme réalisateur
- 1934 : Hyde Park
- 1934 : Mr. Stringfellow Says No
- 1935 : Handle with Care
- 1936 : Born That Way
- 1936 : If I Were Rich
- 1936 : Luck of the Turf
- 1936 : Music and Millions
- 1936 : The Vandergilt Diamond Mystery
- 1936 : This Green Hell
- 1938 : Scruffy

### Comme scénariste
- 1926 : A Blonde's Revenge
- 1926 : A Prodigal Bridegroom
- 1926 : Desert Valley
- 1926 : Her Actor Friend
- 1926 : Kitty from Killarney
- 1926 : Masked Mamas
- 1926 : Should Husbands Marry ?
- 1926 : Smith's Picnic
- 1926 : Smith's Uncle
- 1926 : Smith's Visitor
- 1926 : The Divorce Dodger
- 1926 : The Funnymooners
- 1926 : The Perils of Petersboro
- 1927 : Colleen
- 1927 : Fascinée !
- 1927 : La Fierté de Pikeville
- 1927 : Pass the Dumplings
- 1927 : Rich But Honest
- 1927 : Should Sleepwalkers Marry ?
- 1927 : Smith's Customer
- 1927 : Smith's New Home
- 1927 : Smith's Pets
- 1927 : Smith's Surprise
- 1927 : The Heart of Salome
- 1927 : The Jolly Jilter
- 1927 : The Plumber's Daughter
- 1927 : Two Girls Wanted
- 1927 : Upstream de John Ford
- 1927 : Very Confidential de James Tinling
- 1928 : Don't Marry de James Tinling
- 1928 : Love Hungry
- 1928 : Sharp Shooters
- 1928 : Why Sailors Go Wrong
- 1928 : Woman Wise
- 1930 : Harmony Heaven
- 1930 : Song of Soho
- 1931 : Branded
- 1931 : Lasca of the Rio Grande
- 1932 : High Society
- 1932 : Lucky Ladies
- 1932 : McKenna of the Mounted
- 1932 : Texas Cyclone de D. Ross Lederman
- 1933 : As Good As New
- 1933 : Call Me Mame
- 1933 : Her Imaginary Lover
- 1933 : Naughty Cinderella
- 1934 : Father and Son (en) de Monty Banks
- 1934 : Hyde Park
- 1934 : Mr. Stringfellow Says No
- 1934 : Murder at the Inn
- 1934 : She Learned About Sailors
- 1934 : The Office Wife de George King
- 1935 : Handle with Care
- 1935 : Lend Me Your Husband
- 1935 : Maria Marten, or The Murder in the Red Barn
- 1935 : The Man Without a Face
- 1935 : Windfall
- 1936 : This Green Hell
- 1943 : The Return of the Vampire
- 1944 : Cheyenne Wildcat
- 1944 : Firebrands of Arizona
- 1945 : Great Stagecoach Robbery
- 1945 : Scotland Yard Investigator (en)
- 1946 : The Fabulous Suzanne de Steve Sekely
- 1947 : The Ghost Goes Wild (en) de George Blair